# Hedwig Jessen
Hedwig Jessen (auch Hedwig Jessen-Müller, * 1899 in Schwäbisch Hall; † 1956) war eine deutsche Bildhauerin und Grafikerin.

## Leben und Werk
Hedwig Jessen wurde 1899 als Tochter des Salinendirektors Gustav Friedrich Müller († 1926) und der Pauline Elisabeth Zeller in Schwäbisch Hall geboren. 1924 nahm sie an der Ausstellung der Stuttgarter Sezession teil. Sie stellte hier sieben Zeichnungen und einen Kopf aus. Hedwig Jessen war mit der Bildhauerin Olga Waldschmidt befreundet.
Hedwig Jessen heiratete 1926 den am Nachbarinstitut der Universität Tübingen tätigen Geografen Otto Jessen (1891–1951), der seit 1919 als Assistent und seit 1924 als außerordentlicher Professor dort tätig war. Vermutlich folgte Hedwig Jessen örtlich den beruflichen Stationen ihres Mannes: 1929 Lehrauftrag für Physische Geographie an der Universität zu Köln bei Franz Thorbecke. 1930 unternahm Otto Jessen zusammen mit seiner Frau Hedwig auf Anregung von Thorbecke eine ausgedehnte Forschungsreise nach Angola. 1933 wurde Otto Jessen an die Universität Rostock, 1946 nach Würzburg und 1949 nach München berufen.
Hedwig Jessen und ihr Mann hatten zwei Töchter.